# Opération Atlante
Haiphong – Hanoi – Papillon – Léa – Ceinture – Route Coloniale 4 – Vĩnh Yên – Mạo Khê – Sông Đáy – Hòa Bình – Nghia Lo
– Lorraine – Nà Sản – Bretagne – Adolphe – Laos I – Atlante – Camargue – Hirondelle – Brochet – Mouette – Laos II – Điện Biên Phủ –  Mang-Yang-Pass
Die Opération Atlante war eine französische Militäroperation während des Indochinakriegs. Sie begann am 20. Januar 1954 und endete im März desselben Jahres. Das Ziel der Operation war es durch Einsatz vorwiegend einheimischer Truppen die Strukturen der Viet-Minh-Guerilla in einem großen Teils Zentralvietnams zu zerschlagen. Die Operation brachte nur sehr geringe Ergebnisse und erschütterte den französischen Glauben an die militärische Effizienz ihres im Aufbau befindlichen vietnamesischen Klientelstaates.

## Hintergrund
Für die französische militärische Führung im Indochinakrieg um General Henri Navarre wurde eine Teilung des Landes immer wahrscheinlicher. Um einem pro-französischen Staat in Cochinchina eine Machtbasis zu sichern und französische Kräfte aus dem Konflikt zurückziehen zu können, wurde das Regime Bảo Đạis mit einer eigenen Armee ausgestattet. Navarres sah den Erfolg einer Vietnamisierung als essentiell für einen günstigen politischen Abschluss des Krieges für die französische Seite.

## Operationsverlauf

Indochinakrieg 1954

Als erste Bewährungsprobe für die vietnamesische Nationalarmee sollte diese in Verzahnung mit einigen wenigen Truppen des französischen Expeditionskorps eine Viet-Minh-Hochburg in Zentralvietnam von den Guerillas säubern. Die als Operationsziel ausersehene 5. Integrierte Zone (Lien Khu 5) umfasste 30.000 Viet-Minh-Kämpfer verteilt in vielen Hundert Dörfern zwischen Tourane und Nha Trang. Die Strukturen der Guerilla waren auf ein Gebiet mit fast zehntausend Quadratkilometern Fläche und zwei Millionen Einwohnern verteilt. Navarre plante eine im Januar beginnende, in mehrere Phasen aufgeteilte sechsmonatige Offensive, bei der die Strukturen der Guerilla schrittweise zurückgedrängt werden sollten. Als Befehlshaber über die Operation berief Navarre General Guy de Beaufort.
Navarre stellte für die Operation 21 Infanteriebataillone der im Aufbau befindlichen Nationalarmee sowie zwei motorisierte Brigaden des Expeditionskorps ab. Die Einheiten sollten je nach Verlauf der Operation massiv durch Luftwaffe, Marine und Fallschirmjäger unterstützt werden. Die Viet Minh reagierten auf den Beginn der französischen Operation im Januar 1954 zunächst ausweichend, konnten aber in den folgenden Monaten durch Hinterhalte und überfallartige Handstreiche die Operationen der Franzosen immer mehr stören. Bei An Khe mussten sich die französischen Truppen verlustreichen Gefechten stellen. Im Verlauf gelang es den Viet Minh sogar zeitweise Pleiku, einen strategisch wichtigen Zugang zum zentralen Hochland zu isolieren und so die Franzosen dort zum verlustreichen Einsatz ihrer Fallschirmverbände zu zwingen. Die französische Führung musste die Ziele der Operation mehrmals zurückstecken, die geplante dritte Phase fand nur mehr ansatzweise statt.

## Folgen
Die Luftunterstützungsoperationen für Atlante schwächten die französische Luftversorgung in der währenddessen anlaufenden Schlacht um Điện Biên Phủ. Die Leistung der vietnamesischen Einheiten wurde von Navarre als enttäuschend eingeschätzt, er meldete an seinen Vorgesetzten Paul Ély, dass die pro-französischen Streitkräfte Vietnams auf Jahre hinaus nicht zu ernst zu nehmenden Operationen aus eigener Kraft fähig sein würden. Öffentlich erklärte Navarre die beiden ersten Phasen der Offensive als erfolgreich.

## Historiographie
In der vietnamesischen Literatur über den Indochinakrieg zusammen mit den Gefechten im Rahmen der Opération Atlante und die Schlacht am Mang-Yang-Pass als Schlacht im zentralen Hochland (Chien Dich Tay Nguyen) als zusammenhängende Operation betrachtet.